# Edmund Delabarre
Edmund Burke Delabarre (Dover-Foxcroft, 25 de setembro de 1863 – Providence, Rhode Island, 16 de março de 1945) foi um investigador e professor de psicologia na Brown University, pioneiro no estudo da perceção das formas e da interação entre processos mentais e os pequenos movimentos inconscientes do corpo. Celebrizou-se em Portugal pela sua interpretação das inscrições existentes numa rocha em Dighton, Massachusetts, atribuindo-a a navegadores que teriam partido de Portugal por volta do ano de 1502.

## Biografia
Nasceu a 25 de setembro de 1863 em Dover, Maine, Estados Unidos, filho de Edward Delabarre e de Maria L. (Hassel) Delabarre.
Fez os estudos preparatórios para ingresso na universidade na Mowry and Goff's English and Classical High School, em Providence, Rhode Island, ingressando na Brown University no ano letivo de 1882/1883. Como a sua família se mudou para Massachusetts, transferiu-se no final do primeiro ano para a University of Massachusetts em Amherst (então Amherst College), onde concluiu a sua formação básica em humanidades no ano de 1886. Enquanto estudante pertenceu às sociedades honoríficas (fraternities) Phi Beta Kappa e Alpha Delta Phi.
Continuou os seus estudos na Universidade de Harvard, da qual obteve o grau de Mestre em Artes no ano de 1889, estudando sob a orientação de William James e participando em projetos de investigação conduzidos na Universidade de Berlim (1887/1888).
Com o objetivo de se doutorar, partiu para a Europa, onde estudou em Freiburg, Alemanha, sob a orientação de Hugo Münsterberg (1863-1916). Obteve o grau de Doutor em Psicologia na Universidade de Freiburg em 1891, tendo continuado no ano letivo de 1891/1892 estudos pós-doutorais na Sorbonne (Paris) com o professor Alfred Binet (1857-1911).
Em 1891 foi nomeado professor associado de psicologia da Brown University, sendo o introdutor daquela ciência na academia brunoniana. Foi promovido a catedrático em 1896, iniciando naquela Universidade um trabalho pioneiro no estudo da perceção humana.
Foi diretor do Psychological Laboratory da Harvard University nos anos de 1896-1897, aí desenvolvendo trabalho de investigação sobre perceção sensorial e movimentos involuntários.
No campo da psicologia ficou famosa a sua tese intitulada Über Bewegungsempfindungen, que introduziu na literatura científica a relação entre os processos mentais e os pequenos movimentos musculares inconscientes, matéria que estudou recorrendo a técnicas laboratoriais por si desenvolvidas. Para os seus estudos montou um laboratório de psicologia experimental na Brown University no qual conduziu importantes experiências sobre a relação entre os movimentos, a perceção sensorial e os processos mentais. Uma das áreas mais estudadas por si foi a perceção visual e os movimentos oculares, para o que criou instrumentação específica e recorreu ao uso de substâncias psicotrópicas, tais como os extratos de Cannabis indica. Estas experiências trouxeram-lhe notoriedade, o que muito o contrariava.
A partir dos seus estudos sobre os movimentos oculares e a perceção visual derivou para a investigação do uso das manchas de tinta e outras figuras abstratas no desencadear de imagens mentais, área de investigação em que foi pioneiro, apesar de nunca ter concluído os seus trabalhos de anos nesta matéria. No âmbito desse estudo incluiu a identificação de padrões em inscrições e outras formas gráficas pouco definidas, o que o levou a estudar a epigrafia existente em rochas da Nova Inglaterra.
Tendo adquirido uma casa de veraneio em Assonet Neck, em Massachusetts, nas proximidades de Dighton, interessou-se sobremaneira pelas inscrições existentes numa rocha sita numa pequena baía da área, depois conhecida pela Rocha de Dighton. Sobre a rocha, que era recoberta pelas águas na maré alta, notavam-se diversas inscrições indistintas que eram variadamente atribuídas às populações índias aborígenes, aos viquingues, aos fenícios e mesmo aos habitantes da mítica Atlântida.
Depois de um meticuloso trabalho de fotografia e de estudo, utilizando as suas técnicas de perceção e de formação da imagem mental, concluiu que se trataria de inscrições feitas em 1511 por Miguel Corte Real, um navegador natural da ilha Terceira, nos Açores, que, tendo partido de Lisboa em 1502, tinha, tal como os seus irmãos, desaparecido nas costas atlânticas da América.
Esta interpretação corroboraria as recolhas feitas em 1680 pelo reverendo John Danforth de uma tradição oral que sobrevivia entre os índios da zona afirmando que muitos anos antes um grupo de homens vindos de uma terra estranha tinha subido o rio e atacado a sua povoação.
Reuniu estes estudos num livro que publicou em 1929 intitulado Dighton Rock, que teve grande sucesso e despertou grande interesse pelo estudo da epigrafia daquela rocha. Hoje a rocha é a peça central de um parque estadual sito nas margens do rio próximo do local onde em tempos esteve. Uma réplica da rocha está em exposição no Museu da Marinha, em Lisboa.
É autor de uma volumosa obra científica, tendo publicado centenas de artigos sobre psicologia e sobre temas de história, com relevo para os seus artigos sobre a pedra de Dighton, sobre os Corte-Real e sobre a presença portuguesa nas costas da América do Norte nos finais do século XV e inícios do século XVI.
Aposentou-se em 1932, dedicando o resto da sua vida aos estudos de história, com particular destaque para a temática dos Corte Real e da sua saga nas costas norte-americanas. Pelo seu labor em prol da projeção portuguesa na América, foi agraciado pelo Estado português com o grau de Oficial da Ordem Militar de Sant'Iago da Espada, que distingue o mérito cultural, a 18 de novembro de 1933.
Foi sargento da Milícia de Rhode Island durante a Guerra Hispano-Americana e tradutor dos serviços de censura postal durante a I Guerra Mundial.
Foi membro de numerosas sociedades científicas, entre as quais da American Academy of Arts and Sciences, American Association for the Advancement of Science, American Psychological Association, American Society of Naturalists, Colonial Society of Massachusetts e Rhode Island Historical Society.
Casou em 1907 com Dorothea Esther Cotton, de Providence, Rhode Island, tendo três filhos. Faleceu em Providence, Rhode Island, a 16 de março de 1945.